# Robert Galloway
Robert Galloway (Columbia, 24 september 1992) is een Amerikaanse tennisspeler. Hij heeft nog geen ATP-toernooi gewonnen. Wel deed hij al mee aan een Grand Slam.

## Palmares

### Dubbelspel
| Nr.                              | Datum             | Toernooi      | Ondergrond    | Partner           | Tegenstanders in finale                   | Score             |
| -------------------------------- | ----------------- | ------------- | ------------- | ----------------- | ----------------------------------------- | ----------------- |
| Gewonnen challengers herendubbel |                   |               |               |                   |                                           |                   |
| 1.                               | 28 april 2018     | Tallahassee   | Gravel        | Denis Kudla       | Enrique Lopez Perez Jeevan Nedunchezhiyan | 6-3, 6-1          |
| 2.                               | 22 juli 2018      | Gatineau      | Hardcourt     | Bradley Klahn     | Darian King Peter Polansky                | 7-64, 4-6, [10-8] |
| 3.                               | 5 augustus 2018   | Lexington     | Hardcourt     | Roberto Maytin    | Darian King Marc Polmans                  | 6-3, 6-1          |
| 4.                               | 21 oktober 2018   | Calgary       | Hardcourt (i) | Nathan Pascha     | Matt Reid John-Patrick Smith              | 6-4, 4-6, [10-6]  |
| 5.                               | 27 januari 2019   | Newport Beach | Hardcourt     | Nathaniel Lammons | Romain Arneodo Andrei Vasilevski          | 7-5, 7-61         |
| 6.                               | 17 februari 2019  | Cherbourg     | Hardcourt (i) | Nathaniel Lammons | Raúl Brancaccio Javier Barranco Cosano    | 4-6, 7-64, [10-8] |
| 7.                               | 8 september 2019  | New Haven     | Hardcourt     | Nathaniel Lammons | Sander Gillé Joran Vliegen                | 7-5, 6-4          |
| 8.                               | 29 september 2019 | Tiburon       | Hardcourt     | Roberto Maytin    | JC Aragone Darian King                    | 6-2, 7-5          |
| 9.                               | 12 januari 2020   | Ann Arbor     | Hardcourt (i) | Hans Hach Verdugo | Nicolas Barrientos Alejandro Gomez        | 4-6, 6-4, [10-8]  |

## Prestatietabellen
| Legenda | Legenda                          |
| ------- | -------------------------------- |
| g.t.    | geen toernooi gehouden           |
| l.c.    | lagere categorie                 |
| –       | niet deelgenomen                 |
| G       | uitgeschakeld in de groepsfase   |
| 1R      | uitgeschakeld in de eerste ronde |
| 2R      | uitgeschakeld in de tweede ronde |
| 3R      | uitgeschakeld in de derde ronde  |
| 4R      | uitgeschakeld in de vierde ronde |
| KF      | uitgeschakeld in de kwartfinale  |
| HF      | uitgeschakeld in de halve finale |
| F       | de finale verloren               |
| W       | het toernooi gewonnen            |
| w-v     | winst/verlies-balans             |

### Prestatietabel (Grand Slam) dubbelspel
| Grandslamtoernooien  |     |     |
| Australian Open      | –   | –   |
| Roland Garros        | –   | –   |
| Wimbledon            | –   | –   |
| US Open              | 2R  | 1R  |
| Statistieken         |     |     |
| Totaal aantal titels | 0   | 0   |
| Eindejaarsranking    | 109 | 127 |